# John Hamilton (actor)
John Hamilton (16 de enero de 1887 - 15 de octubre de 1958) fue un actor estadounidense, que apareció en numerosas películas y programas de televisión. Es, probablemente mejor recordado por su papel como el editor del periódico Daily Planet, Perry White en el programa de televisión Aventuras de Superman de la década de 1950.

## Biografía
John Hamilton nació John Rummel Hamilton en Pensilvania, hijo de John M. Hamilton y su esposa, Cornelia J. (Hollar) Hamilton. Hamilton fue el más joven de cuatro hijos, y su madre falleció ocho días después de su nacimiento. Su padre contrajo nuevas nupcias y Rosa, su madrastra, fue la única madre que el joven Hamilton conoció. Hamilton creció en el vecino municipio de Southampton Pensilvania, donde su padre trabajaba como empleado de una tienda.
El padre de Hamilton fue nombrado miembro de la Superintendencia Estatal de Educación Pública, por lo que se esperaba que Hamilton pudiese recibir una extensa educación. A diferencia de la mayoría de otros de su generación y de su bagaje (Southampton era una comunidad agrícola), Hamilton fue más allá de la escuela secundaria, asistiendo al Dickinson College y al Pensilvania State Teacher's College, pero optó por renunciar a la enseñanza por una carrera en los escenarios. Después de convertirse en actor, trabajó en Broadway y en giras de empresas teatrales durante muchos años antes de su debut cinematográfico en 1930. Estuvo en el montaje original de Seventh Heaven en Broadway en 1922 y que apareció la versión para cine de 1937. Protagonizó con Donald Meek en una serie de películas de misterio sobre la base de las historias de S. S. Van Dine para la Warner Bros. Fue a menudo encasillado como director de cárceles, juez y jefe de policía, pero desempeñó diversos tipos de papeles en numerosas películas de 1930 a 1950. Se hizo famoso cuando interpretó al editor del Daily Planet, Perry White, en el clásico de la televisión de la década de 1950, Aventuras de Superman, protagonizado por George Reeves. Después de esto, apareció en comerciales de televisión para una línea de bifocales llamado "Inviso No-Line Glasses" (La idea era hacer invisible "la línea entre los lentes, que le dicen al mundo que tienes más de cuarenta"). Hamilton a menudo es confundido con John F. Hamilton, actor británico que hizo algunas películas en los EE. UU. durante el mismo período, y con varios otros actores del mismo nombre.

## Muerte
John Hamilton falleció el 15 de octubre de 1958 en Glendale, California de un ataque cardiaco a la edad de 71. Le sobrevivió un hijo.